# Disturbios de Estocolmo de 2013
Los disturbios de Estocolmo de 2013 estallaron el 19 de mayo de 2013, tras la muerte a manos de la policía de un inmigrante portugués armado con un machete. El hombre sufría de problemas mentales. Los disturbios se iniciaron en Husby, un suburbio de Estocolmo poblado por un gran número de inmigrantes. Los disturbios se extendieron a lo largo de su desarrollo desde esta área en el norte de Suecia a la parte sur y oeste del país.

## Antecedentes
Los disturbios se han producido aproximadamente una semana después de la muerte de un hombre de sesenta y nueve años, con un historial de enfermedad mental, en su apartamento de Husby el 13 de mayo de 2013. El hombre, armado con un machete y encerrado en su habitación con una mujer (algunas fuentes dicen que sería su esposa) había amenazado a la policía. Ésta entró en su apartamento después de dos horas de negociaciones en las que no lograron obtener una rendición o su liberación. Durante la redada de la policía, el hombre atacó a los agentes con un machete, y la policía respondió entonces con el uso de armas de fuego, causándole la muerte.
De acuerdo con las fuentes de noticias, el hombre sería un inmigrante de origen portugués. También parece que fue justo después de un altercado entre el hombre y una pandilla de jóvenes; probablemente como resultado de un estado de confusión debido a la falta de medicamentos, el hombre los amenazó con un cuchillo.
Estocolmo también ha sido previamente materia de motines en 2010, cuando unos cien jóvenes por dos noches lanzaron objetos, realizaron incendios y atacaron la estación de policía en Rinkeby.

## Disturbios

### Primer día
Los disturbios comenzaron en la noche del domingo, 19 de mayo de 2013, cuando grupos de jóvenes prendieron fuego a coches de Husby. Al menos cien vehículos fueron incendiados. Un garaje fue incendiado, causando la evacuación de un bloque de viviendas, y un centro comercial fue objeto de vandalismo. La policía, enviada a las 22:00 de la misma noche, fue atacada con piedras, y tres agentes resultaron heridos. La situación volvió a la normalidad a las 5:30 horas, en la madrugada del día siguiente. Estimaciones de la policía dicen que entre sesenta y setenta jóvenes estaban involucrados, pero no se hizo ninguna detención.

### Segundo día
Los disturbios continuaron la siguiente noche del lunes 20 de mayo de 2013. Se quemaron once coches y cuatro contenedores, además de atacar a la policía con piedras. Siete oficiales resultaron heridos. Algunos de los manifestantes tenían doce años.
La calma volvió a las cuatro de la madrugada. Siete personas, de edades comprendidas entre los catorce y los diecinueve años, fueron detenidas por resistirse a un funcionario público. Dos de ellos fueron puestos en libertad posteriormente, y un tercero no fue procesable ya que aún no tenía quince años.
En la misma noche hubo una revuelta más pequeña en la zona sur de Estocolmo. La violencia se extendió a Fittja, Kista, Rinkeby y Tensta.

### Tercer día
En la noche del martes, 21 de mayo de 2013, los disturbios alcanzaron Bredäng, Edsberg, Flemingsberg, Norsborg y Skarpnäck. Treinta vehículos fueron incendiados, mientras que la estación de policía de Jakobsberg y el centro comercial fueron objeto de vandalismo. La calma volvió a las tres de la mañana, después de la detención de ocho personas.

### Cuarto día
Los disturbios continuaron el miércoles por la noche, con la quema de varios coches y la estación de policía de Rågsved. En Hagsätra, la policía fue atacada a partir de las 22:00, con un agente herido. En Skogås, un restaurante fue incendiado y los manifestantes atacaron a quienes intentaban apagarlo.

### Quinto día
El jueves 23 de mayo de 2013 a las 20:00 horas la policía fue enviada a Rinkeby tras el incendio de otros cinco coches. Varias personas atacaron una estación del metro de Vällingby con piedras y botellas, rompiendo las ventanas de los trenes y amenazando al personal. Muchos pequeños incendios se produjeron en Tensta y Farsta. Por lo menos dos escuelas, una estación de policía, y quince vehículos fueron incendiados en esa noche. Un total de trece personas fueron detenidas.

## Reacciones

### Reacciones del Gobierno sueco
El 21 de mayo de 2013, el primer ministro de Suecia, Fredrik Reinfeldt, afirmó: 

"Hemos tenido dos noches de disturbios, daños e intimidación en Husby y hay riesgo de que continúen. Tenemos grupos de jóvenes que creen que pueden y deben cambiar la sociedad a través de la violencia. Seamos claros: esto no está bien. No podemos aceptar peticiones a través de la violencia."

La ministra de Justicia, Beatrice Ask, dijo que se presentaría un informe sobre los abusos de las fuerzas de policía.

### Reacciones de la policía
La policía abrió una investigación sobre el asesinato que provocó la revuelta. La política durante los disturbios era no interferir con la revuelta.